# استان لهستان کوچک
استان لهستان کوچک (در زبان لهستانی، województwo małopolskie؛ تلفظ:[vɔjɛˈvut͡stfɔ mawɔˈpɔlskʲɛ])، استانی در جنوب لهستان است که دارای مساحتی برابر با ۱۵٬۱۰۸ کیلومتر مربع (۵٬۸۳۳ مایل مربع)، و جمعیتی بالغ بر ۳٬۲۶۷٬۷۳۱ (۲۰۰۶) نفر است. نام این استان از نام منطقه تاریخی لهستان کوچک آمده‌است.